# Dammtjärnen (Ströms socken, Jämtland, 709881-145986)
Dammtjärnen är en sjö i Strömsunds kommun i Jämtland och ingår i Indalsälvens huvudavrinningsområde.